# David Regalado
David Regalado (* 17. Januar 1952) ist ein ehemaliger mexikanischer Fußballspieler, der im offensiven Mittelfeld und im Angriff einsetzbar war.
Regalado gehörte zum Kader der mexikanischen Auswahl beim olympischen Fußballturnier von 1972, wo er im Vorrundenspiel gegen die Sowjetunion (1:4) und im Zwischenrundenspiel gegen die DDR (0:7) zum Einsatz kam. Trotzdem blieb dem zu jener Zeit bei Chivas Guadalajara unter Vertrag stehenden Spieler eine größere Karriere versagt.